# Waldernbach
Waldernbach ist ein Ortsteil der Gemeinde Mengerskirchen im mittelhessischen Landkreis Limburg-Weilburg.

## Geographie

### Geographische Lage

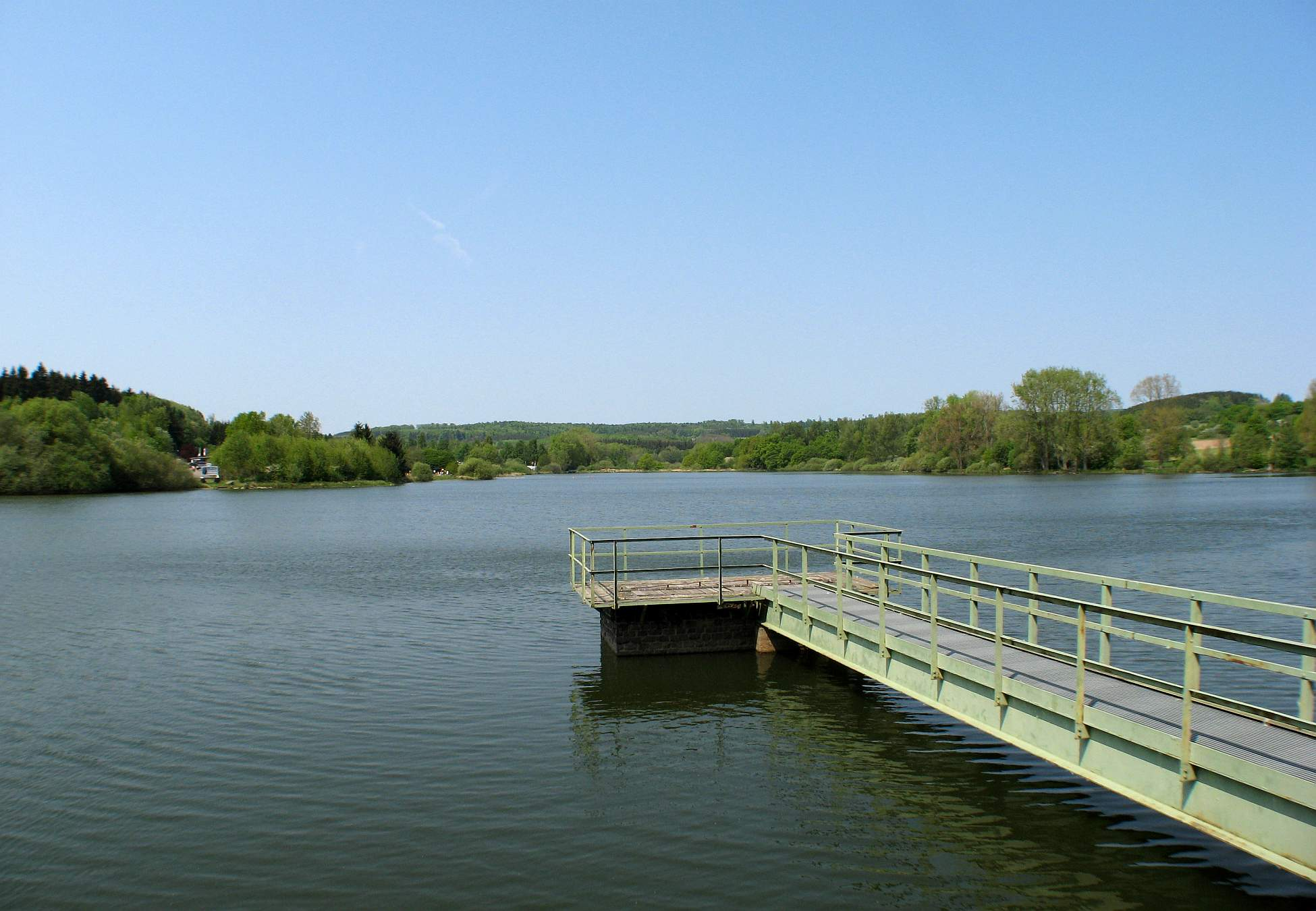
Seeweiher Mengerskirchen

Waldernbach liegt etwa 1,5 Kilometer (km) östlich der Grenze zu Rheinland-Pfalz im Südteil des Westerwaldes. Es befindet sich etwa 18 km nordnordöstlich von Limburg an der Lahn, 10 km nordwestlich von Weilburg und 12,5 km (jeweils Luftlinie) ostsüdöstlich von Westerburg. Das Dorf liegt in einem ehemals versumpften, quellnahen Niederungsteil des die Ortschaft durchfließenden Klingelbachs, einem kleinen Zufluss des den oberhalb von Waldernbach liegenden Seeweiher Mengerskirchen durch- und östlich am Dorf vorbeifließenden Vöhlerbachs, im Oberlauf auch Seebach genannt; der Klingelbach mündet unterhalb der Ortschaft in den Seebach. Es breitet sich auf etwa 330 bis 350 m ü. NHN aus und ist von bewaldeten Basalthöhenrücken umgeben.
Westlich von Waldernbach erstreckt sich ein ausgedehnter Höhenrücken vom Rühlscheid (426,3 m) im Norden und Waldmark (ca. 425 m) im Westen über den Kohlhau (ca. 425 m) zum Heidersberg  (388,3 m) westlich von Fussingen und Hillscheid (ca. 433 m) nördlich von Neunkirchen. Südlich des Dorfs befinden sich die Berge Backenscheid (ca. 390 m) und Füllberg (Füllburg; ca. 358 m). Nordöstlich des Ortes erhebt sich der Lauersberg (ca. 347 m).
Zu Waldernbach gehört das Seeweiher Mengerskirchen liegende Feriendorf Am Seeweiher.

### Nachbarortschaften
Die angrenzenden Ortschaften sind, von Norden beginnend, im Uhrzeigersinn in Hessen: Mengerskirchen (Gemeinde Mengerskirchen), Rückershausen, Merenberg (Gemeinde Merenberg), Lahr und Fussingen (Gemeinde Waldbrunn (Westerwald)). In Rheinland-Pfalz grenzt der Ort an Neunkirchen (Verbandsgemeinde Rennerod).

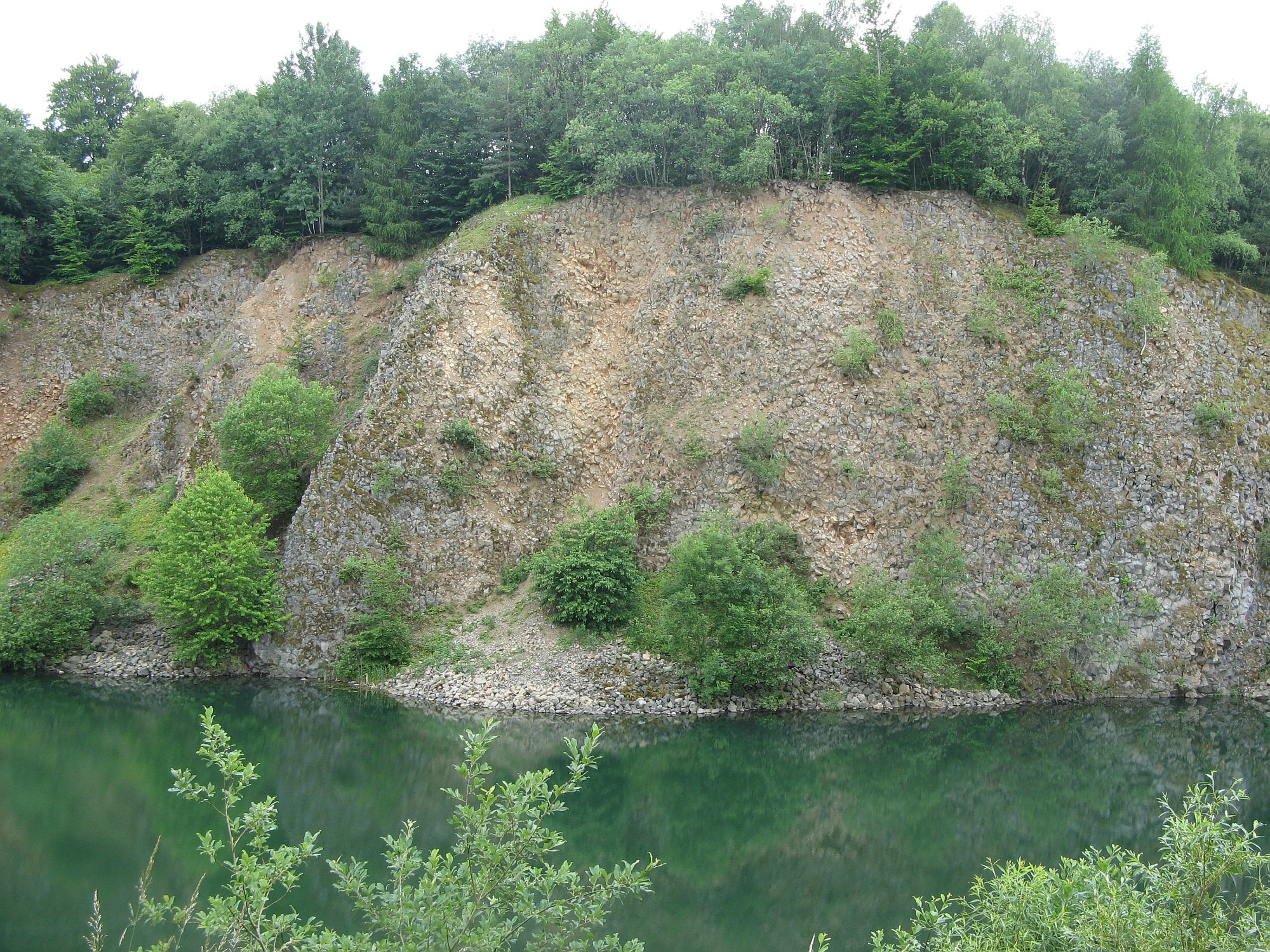
Der ehemalige Basaltsteinbruch Füllberg (Füllburg) zwischen Lahr und Waldernbach

### Geologie
Der Ort liegt im Oberwesterwälder Hügelland an der Grenze zum Hohen Westerwald. Geologisch besteht der Untergrund aus oberdevonischem Schiefer. Die Höhenrücken bestehen überwiegend aus Olivinbasalten. Diese Schichten besitzt ein Alter von etwa 300 Millionen Jahren. Über dieser Schicht haben sich tertiäre Ablagerungen, vor allem während der Miozänzeit vor etwa 20 Millionen Jahren, gebildet. Diese bestehen im Wesentlichen aus Basalten und Tonen. Die oberste Bodenschicht, etwa 3 bis 15 Meter, und der Oberboden sind stark lößhaltig. Diese Schichten haben sich während der Würmeiszeit vor etwa 115.000 bis 10.000 Jahren gebildet.

### Klima
Die mittlere wirkliche Lufttemperatur zwischen Mai und Juli beträgt etwa 12 °C. Die mittlere jährliche Niederschlagsmenge beträgt etwa 850 Millimeter.

## Geschichte

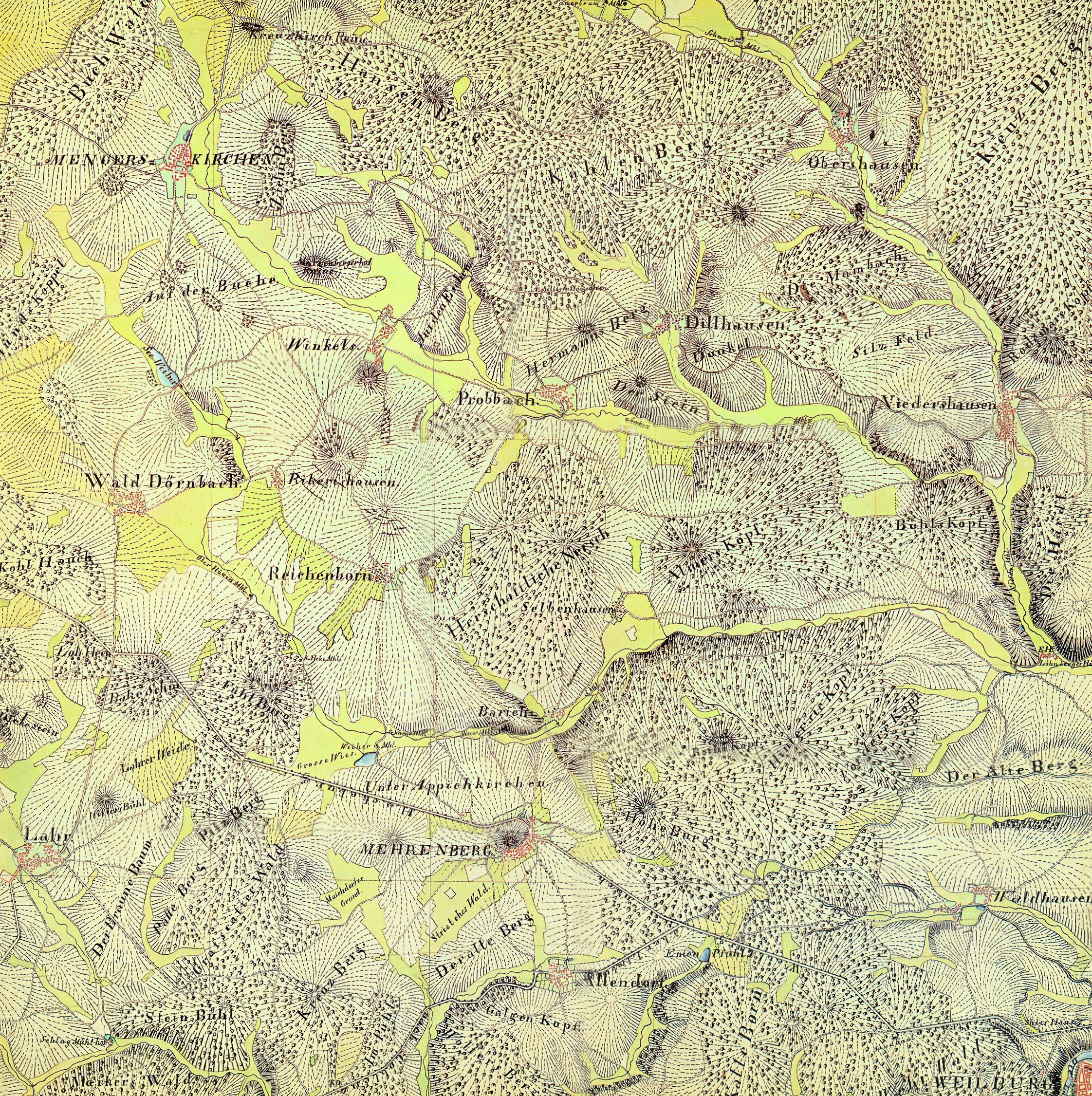
Die Karte der Topographische Aufnahme der Rheinlande, auf der Waldernbach als „Wald Dörnbach“ verzeichnet ist

### Ortsgeschichte
Aufgrund der Endung des Ortsnamens -bach ist von einer durchgehenden Besiedlung des Ortes seit der Fränkischen Landnahme um das 6. Jahrhundert auszugehen. Ursprünglich hieß der Ort nur Dernbach. Zur Unterscheidung von anderen Orten mit Namen Dernbach (Gaudernbach bei Weilburg, Langendernbach, Dernbach im Westerwald) wurde seit dem 16. Jahrhundert durchgehend der Namenszusatz Wald- verwendet. Die Schreibweise Wald Dörnbach war ebenfalls gebräuchlich.
Die eindeutige Ersterwähnung des Ortes erfolgte am 6. Mai 1296 als ein Friedrich von Vetzberg alle seine Güter in Valtderenbach dem Herrn von Merenberg verkaufte. Im gleichen Jahr am 23. Juni übertrug ein Lenfrid Wollensleger, Burgmann von Merenberg, einen Hof in Waldernbach an die Kapelle in Merenberg.
Waldernbach lag im Mittelalter an der Hohen Straße und der alten Rheinstraße von Limburg nach Siegen und der Frankfurter Straße von Frankfurt über Weilburg, Merenberg Richtung Köln. Die Straßen kreuzten sich am Knoten. Im 18. Jahrhundert wurden die Verkehrsbeziehungen auf die Neue Mainzer Landstraße (heute Bundesstraße 54) verlegt, womit Waldernbach seinen Fernstraßenzugang verlor.
Die Bevölkerung lebte überwiegend von dem geringen Ertrag der Landwirtschaft auf den eher kargen Böden. Eine wichtige Rolle nahm über lange Zeit die Schafzucht ein. Die Landwirtschaft war seit dem Mittelalter in der Dreifelderwirtschaft organisiert. Daneben betrieben die Einwohner von Waldernbach besonders das Handwerk des Besenbindens. Der Seeweiher Mengerskirchen, nördlich des Ortes, wurde bereits 1452 aufgestaut und diente dem Betrieb von vier Mühlen und zur Fischzucht.
Der Ort gehörte ursprünglich zur Urpfarrei Lahr. Für Waldernbach war seit 1590 eine eigene Kapelle belegt die sich am Standort der heutigen Kirche befand. Ab dem Jahr 1536 setzte die Reformation hier ein. Die Grafen von Dillenburg schrieben den lutherischen Glauben vor. Um 1557 trat der Landesherr Johann VI. von Nassau-Dillenburg zum Calvinismus über, was zu einem erneuten Wechsel der Religion führte. Am 1. April 1576 wurde Eberhard Artopaeus Pfarrer in Lahr. Anfangs Lutheraner, wurde er später ein überzeugter Calvinist und die zentrale Person der Reformation im Kirchspiel Lahr. Als Schulinspektor wirkte er über die Grenzen seiner Pfarrei hinaus. Artopaeus gründete 1582 die Kirchspielschule in Lahr. In dem Gebäude bei der Kirche wurde für alle Kinder aus dem Kirchspiel Unterricht im Winterhalbjahr durchgeführt. Für die Kinder aus Waldernbach bedeutete dieses einen Schulweg von etwa 45 Minuten.
Mit dem Beginn des Dreißigjährigen Kriegs 1618 begann eine verheerende Phase für den Ort. Fast jährlich mussten die verschiedenen Kriegsparteien einquartiert werden, zudem musste die Bevölkerung erhebliche Sondersteuern tragen und Bestechungsgelder aufbringen. Ursache der Kriegslast war die Nähe zu den wichtigen Lahnübergängen und die anfängliche Neutralität der Grafschaft Nassau Hadamar, die dazu führte, dass keine Kriegspartei das Gebiet schonte.
Bereits im Jahr 1619 marschierte eine bayrische Armee durch die Grafschaft. Im Winter 1622/23 bezogen Truppen des ligistischen General Tilly Winterlager in der Grafschaft, nach ihrem Sommerfeldzug kehrten sie Winter 1623/24 zurück. 1626 durchquerten wieder Truppen der katholischen Liga den Ort. Am 23. Juni 1627 besetzten Wallensteins Truppen unter General Görzenichs den Oberen Westerwald. Nur mit einer gemeinsamen Aktion mehrerer Grafschaften gelang es, die plündernden Truppen zu vertreiben.
Die oranisch-nassauischen Herrscher blieben trotz Restitutionsedikt im Besitz ihrer Länder, nachdem Johann Ludwig 1630 in Wien zum Katholizismus konvertierte. Mit der Durchführung der Rekatholisierung in seiner Grafschaft wurden die Jesuiten beauftragt.
1632/33 kam es zu starken Verheerungen durch schwedische Truppen, nach dem Durchzug der Truppe brach unter der mangelleidenden Bevölkerung von Waldernbach die Pest aus. 1634 durchquerten hessisch/schwedische Truppen unter Peter Melander die Region, die Anfang Oktober desselben Jahres durch spanische Truppen abgelöst wurden. Bei den Plünderungen durch die Spanier wurde der Heimberger von Waldernbach erschossen. 1636 waren es schwedische und kaiserliche Truppen, 1638 wieder kaiserliche Truppen. 1640 nahmen die schwedischen Truppen im Amt Ellar Quartier. Auf einen Einwohner kamen zwei Soldaten. Im August 1646 war ein Durchmarsch bayrischer Truppen zu verzeichnen.
Mehrmals war die Gemeinde infolge von Plünderungen und Missernten nicht in der Lage, fällige Steuern zu entrichten. Daher musste sie 1633 die Wiesen beim „Mengerskirchener See“ an Johann Ludwig von Nassau-Hadamar übereignen. Am 27. Mai 1638 übertrugen die Gemeinden Ellar, Fussingen, Hausen, Neunkirchen und Waldernbach den gemeinsamen Hochwald „Waldmark“, als Ausgleich für nicht gezahlte Steuern, an ihren Landesherrn. 1641 übernahm Johann Ludwig auch noch das Eigentum an der Schwarzenmühle unterhalb des Seeweihers.
Im Jahr 1736 beteiligen sich die Waldernbacher Bauern am „Klöppelstreit“ einen Aufstand gegen den Landesherrn in Dillenburg. Ursache war die Kriegssteuer die Fürst Christian von Nassau-Dillenburg den Dörfern auferlegt hatte. Die Bauern jagten die Pfändungsbeamten aus den Dörfern. Ungefähr 1.600 Bauern versammelten sich zu einem Heerlager am Seeweiher Mengerskirchen. Die Bauern holten den Franziskaner Cornelius aus Hadamar als Feldprediger. Vieh und bewegliches Vermögen hatten die Bauern über die nahen Grenzen in andere Herrschaften gebracht. Es kam zu vereinzelten Zusammenstößen zwischen den Bauern und Soldaten aus Dillenburg sowie Soldaten aus Weilburg die zur Verstärkung herangeeilt waren. Gleichzeitig riefen die Bauern das Reichskammergericht an. Das Gericht bestätigte am 13. Juni 1736 jedoch Fürst Christian von Nassau-Dillenburg in seinem Recht und verurteilte die Bauern zu einer Geldstrafe. Fürst Christian von Nassau-Dillenburg musste aber die Fürsten von Nassau-Weilburg um Hilfe bitten, um das Urteil zu vollstrecken.

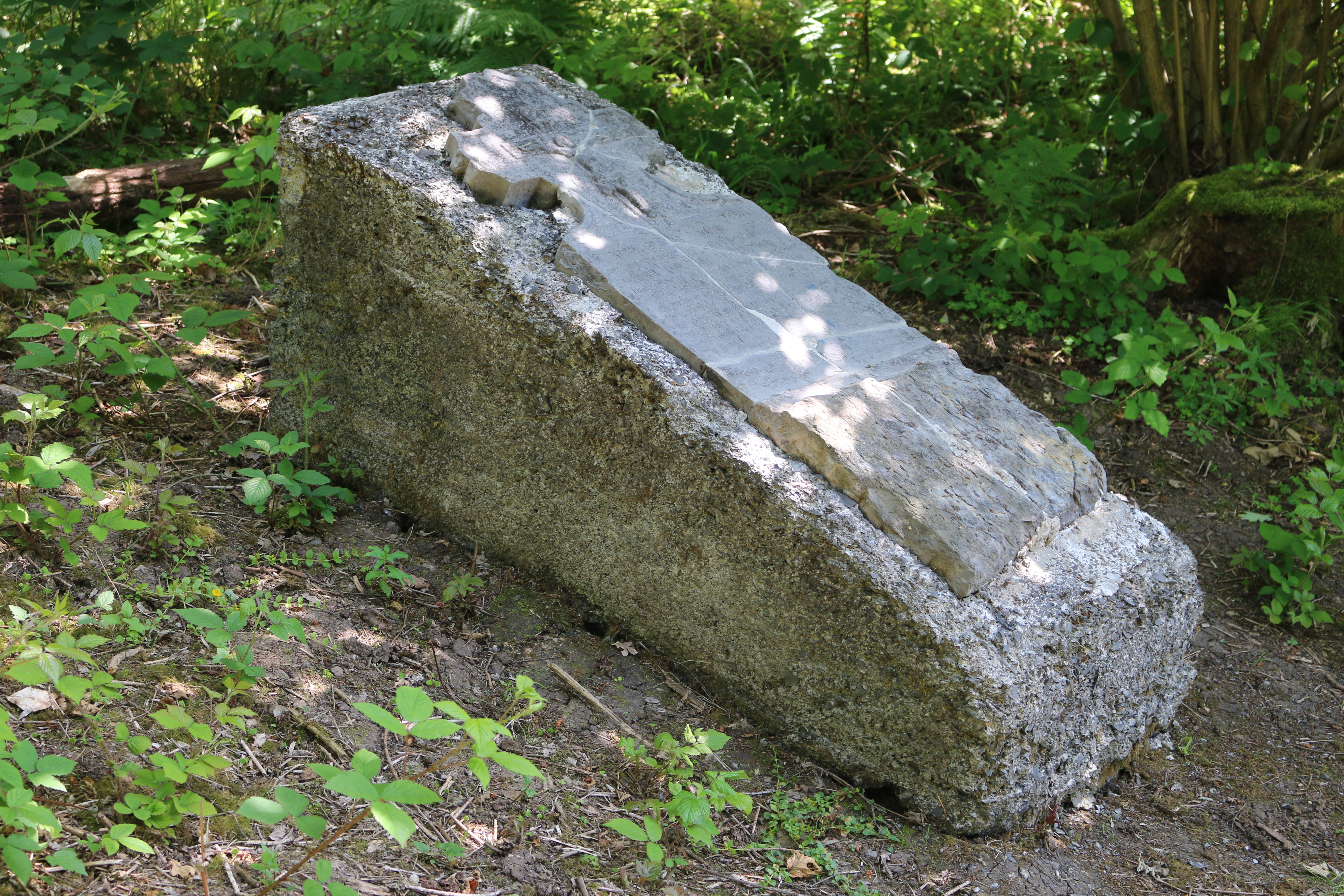
Gedenkkreuz für Wilhelm Keyl

Um 1740 errichtete die Gemeinde Waldernbach eine eigene Schule. Für das Jahr 1751 sind für Waldernbach 65 Häuser belegt. Im Siebenjährigen Krieg war das Dorf 1759 zeitweise von französischen Truppen besetzt. Von diesen wurde der Waldernbacher Bauer Wilhelm Keyl erschossen.
Während der Koalitionskriege kam es ab 1792 wieder zu Truppendurchmärschen und Einquartierungen. Im Jahr 1795 plünderten französische Truppen die Orte im Amt Ellar. Nach einer Aufstellung des Amtmanns Creutzer betrugen die von 1795 bis 1800 in Waldernbach entstandenen Schäden 58.583 Gulden 178 Albus. Für das Jahr 1804 sind 88 Häuser in Waldernbach belegt.
Während der Zugehörigkeit zum Großherzogtum Berg traten Zahlreiche neue Rechtsordnungen ein. Auf das Ortsbild wirke sich das Verbot von Strohdächern 1810 am stärksten aus. Diese Verordnung sollte im Brandfall das Überspringen des Feuers auf weitere Gebäude verhindern. Dem Brandschutz diente auch die Einführung von Schornsteinfegern. Mit der Schulreform im Großherzogtum Berg 1810 wurde die Schule in die Trägerschaft der Zivilgemeinde übergeben und ein ganzjähriger Schulbetrieb eingerichtet. Am 13. September 1811 wurde der Mühlenbann aufgehoben. Insgesamt dienten 12 Einwohner aus Waldernbach als Soldaten in den französischen Kriegsdienst.
Mit der Nassauischen Feuerpolizeiverordnung von 1826 wurde eine Pflichtfeuerwehr errichtet, die Dörfer Ellar, Hausen, Fussingen, Waldernbach, Lahr und Hintermeilingen bilden einen Spritzenverband. Die Feuerspritze wurde in Fussingen, dem höchstgelegenen Ort, untergestellt.
Der Ort legte 1839 einen eigenen Friedhof an. Bis zu diesem Zeitpunkt wurde auf dem Friedhof in Lahr beerdigt. Waldernbach bestand zu dieser Zeit (1844) aus 111 Häusern.
Im Oktober 1848 erreichte die Deutsche Revolution den Westerwald. Nach anfänglichen Tumulten und Steuerverweigerungen brach offener Widerstand aus, als das Militär versuchte die Steuern zu pfänden. Am 5. Februar 1849 kam es im Amt Hadamar zu flächendeckenden Ausschreitungen, an denen sich wahrscheinlich auch Bürger aus Waldernbach beteiligten. Durch die Zehntablösung Weihnachten 1848 trat eine merkliche Besserung der wirtschaftlichen Verhältnisse ein. Mit Ende des Herzogtums Nassau wurde vom 27. August bis zum 28. August das Dorf von zwei preußischen Offizieren und 67 Soldaten besetzt. Mit dem Übergang an das Königreich Preußen änderten sich Verhältnisse im Ort langsam.
Ab dem Jahr 1893 begann die schrittweise Lösung der katholischen Waldernbacher Gemeinde von der Pfarrei Lahr. Es wurde in Waldernbach eine gemeinsame Expositur für die Orte Waldernbach, Allendorf, Merenberg und Barig-Selbenhausen errichtet. Die heutige Pfarrkirche wurde bereits 1878 errichtet.

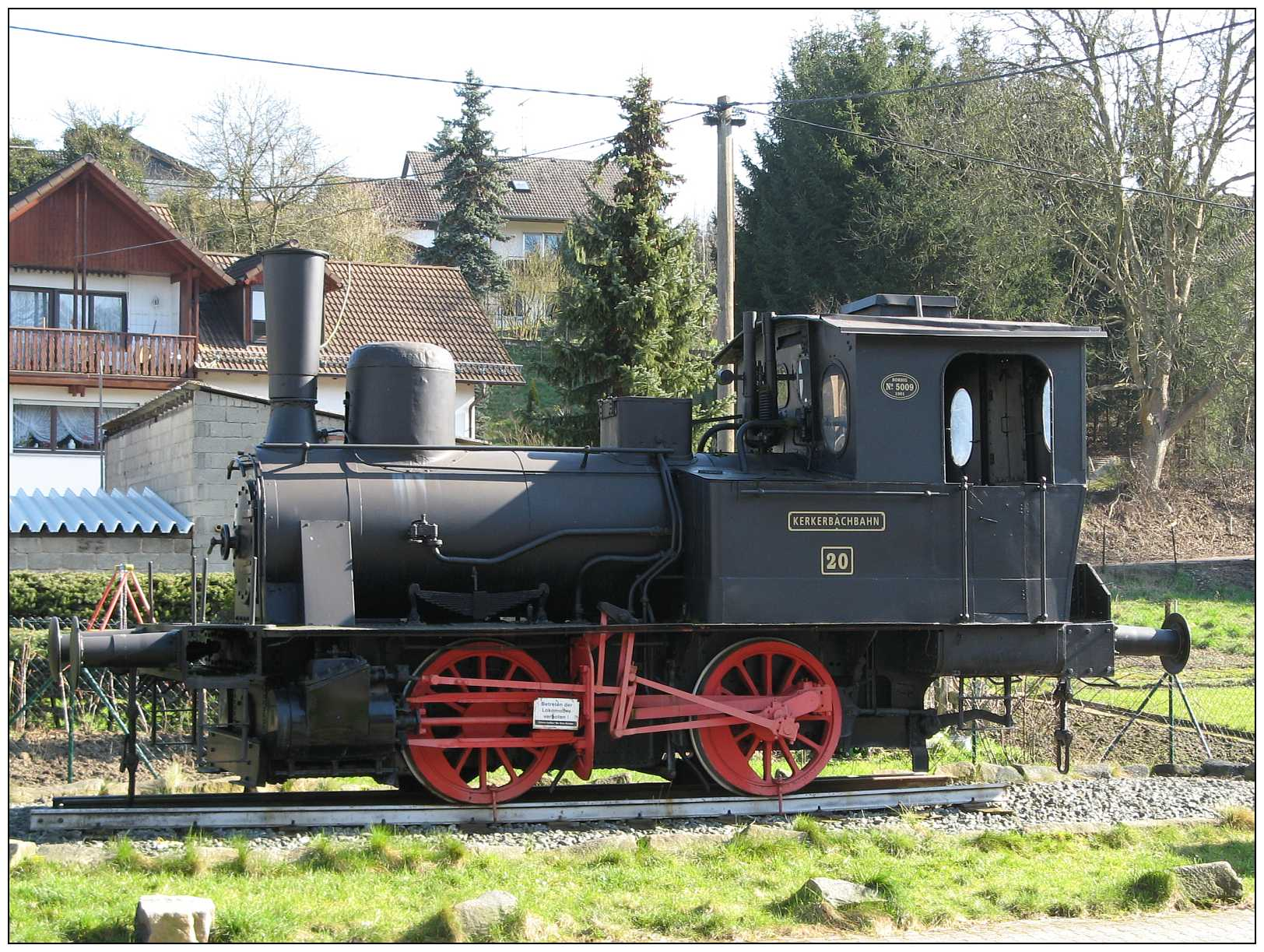
Die Lokomotive der Firma Borsig, Baujahr 1901, wurde als Denkmal für die Kerkerbachbahn in Heckholzhausen aufgestellt.

Eine wesentliche Bedeutung kam dem Bau der Kerkerbachbahn zu mit der Waldernbach am 24. Oktober 1907 an das Eisenbahnnetz angeschlossen wurde. Es kam zu einem deutlichen Aufschwung beim Abbau der Bodenschätze. In der Nähe von Waldernbach entstanden besonders Basaltbrüche und Tongruben. Gleichzeitig nutzten immer mehr Bewohner die bessere Verkehrsanbindung und pendelten als Bauarbeiter in das Rheinland und das Ruhrgebiet. Von den Arbeitsreisen brachten die Einwohner die Idee des Vereinswesens mit. Einer der ältesten Vereine ist die 1900 gegründete KAB.
Nach dem Ersten Weltkrieg knüpfte der Ort an die traditionellen Wirtschaftsstrukturen an. Weiterhin standen die Gewinnung von Bodenschätzen und die Landwirtschaft im Vordergrund. Mit der Freiwilligen Feuerwehr Waldernbach (1925) und dem TUS Waldernbach (1926) wurden weitere Vereine gegründet. Die 1926 errichtete Kraftpostlinie Hadamar-Mengerskirchen verbesserte die Erreichbarkeit des Ortes. Ebenfalls setzte der Tourismus um 1927/28 als Erwerbsquelle ein. Mit Beginn des Zweiten Weltkrieges kam er jedoch wieder zum Erliegen. Die Kapelle am Ortsausgang Richtung Lahr wurde am 17. September 1922 „zur Ehre Gottes und für die verstorbenen oder gefallenen Krieger“ geweiht. Mit dem Josefhaus gründeten die Arnsteiner Patres 1920 in Waldernbach eine Missionsschule.
Während der Zeit der nationalsozialistischen Herrschaft waren die Vereine im Dorf entweder gleichgeschaltet oder stellten ihre Arbeit ein. Die Kriegsvorbereitungen waren in Waldernbach wahrnehmbar. Im September 1936 lag Waldernbach am Rand eines ausgedehnten Manövergebiets zwischen dem Heidenhäuschen und Rennerod. Vom 30. November 1939 bis zum 29. Januar 1940 waren Soldaten der 10. Panzer-Division der Wehrmacht, zur Vorbereitung des Westfeldzugs, im Ort untergebracht. Bis zum 10. Mai 1945 folgten weitere Truppendurchmärsche. Am 27. März 1945 besetzen Soldaten der 1. US-Armee den Ort, damit war der Zweite Weltkrieg in Waldernbach beendet.
Die fortschreitende technische Entwicklung führte zu einer schrittweisen Abkehr von der Landwirtschaft. Es wurden verstärkt Bemühungen unternommen den Tourismus zu fördern. Waldernbach erhielt 1967 das Prädikat „Anerkannter Erholungsort“, 1981 folgte das Prädikat „Staatlich anerkannter Luftkurort“. Zur Förderung des Tourismus wurde das Bürgerhaus „Westerwaldhalle“ errichtet und am Seeweiher Mengerskirchen ein Feriendorf angelegt. Nachdem die Arnsteiner Patres die Missionsschule in den 1950er Jahren einstellten wurde sie vom Bistum Limburg in die Jugendbegegnungsstätte Hildegardishof umgewandelt.
Nach der Kreis- und den Gemeindereformen in den frühen 1970er Jahren begann der Landkreis Limburg-Weilburg die Schulen zu Mittelpunktschulen zusammenzulegen. In Waldernbach wurde am 21. Oktober 1977 die Westerwaldschule gegründet. Bei der Schule wurde am 4. August 1979 ein Sportplatz für den Ort eingeweiht. 1982 folgte eine Sporthalle.
Das sich ändernde Reiseverhalten in den 1980er und 1990er Jahren führte zu einem Abflauen des Tourismus. Die Pendlerbewegung verschob sich zunehmend in das Rhein-Main-Gebiet.
Im Jahr 1997 wurde im Ort ein Sportlerheim errichtet.

### Verwaltungsgeschichte
Die Geschichte Waldernbachs war bis 1886 von der ehemaligen Zugehörigkeit zur Zent und zum Kirchspiel Lahr geprägt. Die Zent Lahr war Teil des Amtes Ellar. Gegen Ende der Karolingerzeit gehörte das Amt Ellar mit seinen vier Zenten zum Niederlahngau des Herzogtums Franken. Im 13. Jahrhundert wurde das Amt Ellar der Grafschaft Diez unterstellt. Die Zentrechte gehörten zum Haus Westerburg als Vögte des Stift St. Severus in Gemünden. Ab dem Jahr 1315 war die Zent Lahr an das Haus Merenberg verpfändet. Die Einlösung erfolgte vor 1333. Im Jahr 1337 verpfändete die Grafschaft Diez die Gebiete erneut, diesmal an das Haus Nassau-Hadamar. Die Einlösung erfolgte zwischen 1356 und 1362.
1367 trat die Grafschaft Diez das Amt Ellar mit der Zent Lahr als Mitgift an die Grafschaft Katzenelnbogen ab. Nach dem Ende des Erbfolgestreits der Grafschaft Nassau-Hadamar erhielt 1408 das Haus Nassau-Dillenburg ein Drittel des Amtes Ellar, der Rest verblieb bei der Grafschaft Katzenelnbogen.
Mit dem Tod von Philipp von Katzenelnbogen 1479 starben die Grafen von Katzenelnbogen im Mannesstamm aus. Es kam zu einem lang anhaltenden Streit zwischen den Grafen von Nassau-Dillenburg und der Landgrafschaft Hessen um das reiche Erbe. Als nächster Verwandter Philipps ergriff Heinrich III. von Hessen-Marburg Besitz des Katzenelnbogener Erbes. Die hessischen Landgrafen verkauften 1534 die Hälfte ihres Anteils an Kurtrier. Mit dem Vergleich im Katzenelnbogener Erbfolgestreit 1555 kam das Amt Ellar komplett an Nassau-Dillenburg.
Bei der Erbteilung des Hauses Nassau-Dillenburg im Jahr 1607 wurde das Amt Ellar der neu gegründete Grafschaft Nassau-Hadamar unter Graf Johann Ludwig zugewiesen. Im Jahr 1650 wurde die Grafschaft zum Fürstentum erhoben. Nach dem Aussterben des Hauses Nassau-Hadamar 1711 wurde das Fürstentum mehrfach zwischen den übrigen Ottonischen Linien des Hauses Nassau geteilt. Waldernbach fiel 1717 an das Haus Nassau-Dillenburg, ab 1739 an Haus Nassau-Diez, 1742/43 an das Haus Nassau-Siegen (katholisch), 1743 wieder an Nassau-Diez als letzte ottonische Linie.
Im Jahr 1806 wurde Waldernbach in das Großherzogtum Berg eingegliedert. Der Ort gehörte ab 1807 zur Mairie Lahr im Canton Hadamar. Dieser gehört zum Arrondissement Dillenburg und damit zum Département Sieg. Nach der Niederlage Napoléon Bonaparte in der Völkerschlacht bei Leipzig wurde die Oranisch-Nassauische Landeshoheit wiederhergestellt. Das Haus Oranien-Nassau tauschte seinen Besitz auf dem Westerwald jedoch schon auf dem Wiener Kongress mit dem Königreich Preußen gegen Luxemburg. Das Königreich Preußen übergab noch am selben Tag das Gebiet an das Herzogtum Nassau.

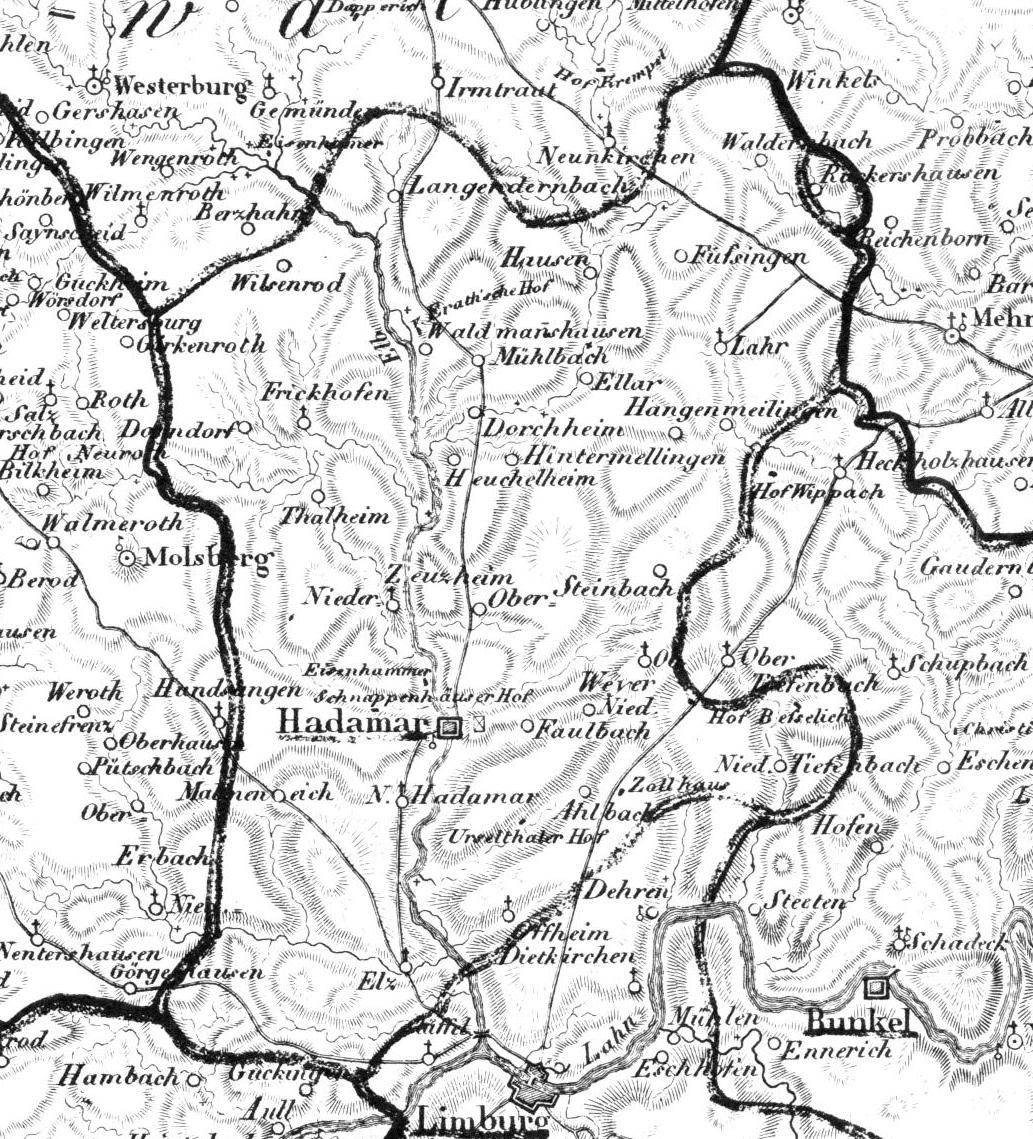
Karte von 1828 des Amt Hadamar im Herzogtum Nassau

Bei der Neugliederung der Ämter im Herzogtum Nassau im Jahr 1816 wurde Waldernbach dem Amt Hadamar zugeschlagen. Nach der Annexion des Herzogtums Nassau gehört der Ort ab 1866 wieder zum Königreich Preußen. Dort gehörte es der Provinz Hessen-Nassau und dem Regierungsbezirk Wiesbaden an. Im Jahr 1866 wurde durch die preußische Kreis- und Provinzialordnung die nassauische Ämterteilung aufgehoben. Waldernbach gehörte nun zum Oberlahnkreis mit der Kreisstadt Weilburg.
Im Jahr 1945 wurde der Ort der US-amerikanischen Besatzungszone zugeteilt und wurde somit Teil Hessens. Waldernbach gehörte zum Oberlahnkreis im Regierungsbezirk Wiesbaden. Mit dessen Auflösung 1968 wurde der Ort Teil des Regierungsbezirks Darmstadt und 1981 Teil des Regierungsbezirks Gießen. 1974 wurde er Teil des neu geschaffenen Landkreises Limburg-Weilburg, eines Zusammenschlusses des Oberlahnkreises und des Landkreises Limburg mit der Kreisstadt Limburg.
Hessische Gebietsreform (1970–1977)
Im Zuge der Gebietsreform in Hessen fusionierten zum 31. Dezember 1970 die bis dahin selbstständigen Gemeinden Dillhausen, Mengerskirchen, Probbach, Waldernbach und Winkels im Oberlahnkreis freiwillig zu einer Gemeinde mit dem Namen „Mengerskirchen“. Die Kommune gehörte zum Oberlahnkreis, bis am 1. April 1974 der Landkreis Limburg-Weilburg gegründet wurde, in dem der Oberlahnkreis aufging.
Sitz der Gemeindeverwaltung wurde der Ortsteil Mengerskirchen.
Für alle ehemals eigenständigen Gemeinden von Mengerskirchen wurde je ein Ortsbezirk mit Ortsbeirat und Ortsvorsteher nach der Hessischen Gemeindeordnung gebildet.
Verwaltungsgeschichte im Überblick
Die folgende Liste zeigt die Staaten bzw. Herrschaftsgebiete und deren untergeordnete Verwaltungseinheiten, in denen Waldernbach lag:
- Im Früh- und Hochmittelalter: Herrschaft Ellar. Die Herrschaft Ellar bestand im Früh- und Hochmittelalter aus den Zenten Lahr, Elsoff (Westerwaldkreis, Rheinland-Pfalz), Niederzeuzheim und Frickhofen (Bleseberg), weshalb die Herrschaft auch als die „Vier Zehnten“ bezeichnet wurde.
- bis 1367: Heiliges Römisches Reich, Grafschaft Diez (1337–1405 als Pfand zur Grafschaft Hadamar)
- 1367–1405: Heiliges Römisches Reich, als Teil der „Vier Zehnten“ Grafschaft Katzenelnbogen
- 1405–1479: Heiliges Römisches Reich, „Vier Zehnten“ (1/3 im Besitz von Nassau-Dillenburg und 2/3 im Besitz der Grafschaft Katzenelnbogen)
- 1479–1534: Heiliges Römisches Reich, „Vier Zehnten“ (2/3 der Landgrafschaft Hessen und 1/3 den Grafen von Nassau-Dillenburg)
- 1534–1557: Heiliges Römisches Reich, „Vier Zehnten“ (Landgrafschaft Hessen, die Grafen von Nassau-Dillenburg und Kurtrier je 1/3)
- 1557–1606: Heiliges Römisches Reich, Grafschaft Sayn, „Vier Zehnten“
- 1606–1650: Heiliges Römisches Reich, Grafschaft Nassau-Hadamar, „Vier Zehnten“
- 1650–1711: Heiliges Römisches Reich, Fürstentum Nassau-Hadamar, Amt Mengerskirchen
- 1717–1743: Heiliges Römisches Reich, Fürstentum Nassau-Dillenburg, Amt Mengerskirchen
- 1743–1806: Heiliges Römisches Reich, Grafen von Nassau-Diez als Teil des Fürstentums Nassau-Oranien, Amt Mengerskirchen
- 1806–1813: Großherzogtum Berg, Département Sieg, Arrondissement Dillenburg, Kanton Hadamar
- 1813–1815: Fürstentum Nassau-Oranien, Amt Hadamar
- ab 1816: Herzogtum Nassau, Amt Hadamar
- ab 1849: Herzogtum Nassau, Kreisamt Hadamar
- ab 1854: Herzogtum Nassau, Amt Hadamar
- ab 1867: Norddeutscher Bund[Anm. 1], Königreich Preußen, Provinz Hessen-Nassau, Regierungsbezirk Wiesbaden, Oberlahnkreis
- ab 1871: Deutsches Reich, Königreich Preußen, Provinz Hessen-Nassau, Regierungsbezirk Wiesbaden, Oberlahnkreis
- ab 1918: Deutsches Reich, Freistaat Preußen, Provinz Hessen-Nassau, Regierungsbezirk Wiesbaden, Oberlahnkreis
- ab 1944: Deutsches Reich, Freistaat Preußen, Provinz Nassau, Oberlahnkreis
- ab 1945: Amerikanische Besatzungszone, Groß-Hessen, Regierungsbezirk Wiesbaden, Oberlahnkreis
- ab 1946: Amerikanische Besatzungszone, Land Hessen, Regierungsbezirk Wiesbaden, Oberlahnkreis
- ab 1949: Bundesrepublik Deutschland, Land Hessen, Regierungsbezirk Wiesbaden, Oberlahnkreis
- ab 1968: Bundesrepublik Deutschland, Land Hessen, Regierungsbezirk Darmstadt, Oberlahnkreis
- ab 1971: Bundesrepublik Deutschland, Land Hessen, Regierungsbezirk Darmstadt, Oberlahnkreis, Stadt Weilburg[Anm. 2]
- ab 1974: Bundesrepublik Deutschland, Land Hessen, Regierungsbezirk Darmstadt, Landkreis Limburg-Weilburg, Stadt Weilburg
- ab 1981: Bundesrepublik Deutschland, Land Hessen, Regierungsbezirk Gießen, Landkreis Limburg-Weilburg, Stadt Weilburg

### Bevölkerung
Einwohnerentwicklung
- 1612: 34 Haushaltungen
- 1679: 29 Haushaltungen
- 1751: 63 Haushaltungen
- 1844: 172 Haushaltungen

| Waldernbach: Einwohnerzahlen von 1834 bis 2020 | Waldernbach: Einwohnerzahlen von 1834 bis 2020 | Waldernbach: Einwohnerzahlen von 1834 bis 2020 | Waldernbach: Einwohnerzahlen von 1834 bis 2020 | Waldernbach: Einwohnerzahlen von 1834 bis 2020 |
| --- | ---------------------------------------------- | ---------------------------------------------- | ---------------------------------------------- | ---------------------------------------------- |
| Jahr |                                                |                                                |                                                | Einwohner                                      |
| 1834 | 1834                                           |                                                | 630                                            | 630                                            |
| 1840 | 1840                                           |                                                | 686                                            | 686                                            |
| 1846 | 1846                                           |                                                | 699                                            | 699                                            |
| 1852 | 1852                                           |                                                | 729                                            | 729                                            |
| 1858 | 1858                                           |                                                | 708                                            | 708                                            |
| 1864 | 1864                                           |                                                | 723                                            | 723                                            |
| 1871 | 1871                                           |                                                | 636                                            | 636                                            |
| 1875 | 1875                                           |                                                | 695                                            | 695                                            |
| 1885 | 1885                                           |                                                | 767                                            | 767                                            |
| 1895 | 1895                                           |                                                | 763                                            | 763                                            |
| 1905 | 1905                                           |                                                | 719                                            | 719                                            |
| 1910 | 1910                                           |                                                | 722                                            | 722                                            |
| 1925 | 1925                                           |                                                | 789                                            | 789                                            |
| 1939 | 1939                                           |                                                | 741                                            | 741                                            |
| 1946 | 1946                                           |                                                | 1.126                                          | 1.126                                          |
| 1950 | 1950                                           |                                                | 1.050                                          | 1.050                                          |
| 1956 | 1956                                           |                                                | 900                                            | 900                                            |
| 1961 | 1961                                           |                                                | 912                                            | 912                                            |
| 1967 | 1967                                           |                                                | 1.008                                          | 1.008                                          |
| 1970 | 1970                                           |                                                | 1.010                                          | 1.010                                          |
| 1980 | 1980                                           |                                                | ?                                              | ?                                              |
| 1990 | 1990                                           |                                                | ?                                              | ?                                              |
| 2000 | 2000                                           |                                                | 1.724                                          | 1.724                                          |
| 2004 | 2004                                           |                                                | 1.896                                          | 1.896                                          |
| 2008 | 2008                                           |                                                | 1.778                                          | 1.778                                          |
| 2016 | 2016                                           |                                                | 1.795                                          | 1.795                                          |
| 2020 | 2020                                           |                                                | 1.663                                          | 1.663                                          |
| Datenquelle: Historisches Gemeindeverzeichnis für Hessen: Die Bevölkerung der Gemeinden 1834 bis 1967. Wiesbaden: Hessisches Statistisches Landesamt, 1968. Weitere Quellen: LAGIS; Gemeinde Mengerskirchen; Zensus 2011 |                                                |                                                |                                                |                                                |

Einwohnerstruktur 2011
Nach den Erhebungen des Zensus 2011 lebten am Stichtag dem 9. Mai 2011 in Waldernbach 1644 Einwohner. Darunter waren 78 (4,7 %) Ausländer.
Nach dem Lebensalter waren 336 Einwohner unter 18 Jahren, 738 zwischen 18 und 49, 321 zwischen 50 und 64 und 252 Einwohner waren älter.
Die Einwohner lebten in 663 Haushalten. Davon waren 180 Singlehaushalte, 171 Paare ohne Kinder und 234 Paare mit Kindern, sowie 72 Alleinerziehende und 6 Wohngemeinschaften. In 114 Haushalten lebten ausschließlich Senioren und in 477 Haushaltungen lebten keine Senioren.
Historische Religionszugehörigkeit
| • 1885: | 20 evangelische (= 3,53 %), 546 katholische (= 96,47 %) Einwohner |
| • 1961: | 36 evangelische (= 5,65 %), 595 katholische (= 93,41 %) Einwohner |

## Politik
Der Ort gehört bei Wahlen zum Deutschen Bundestag zum Wahlkreis „177 Hochtaunus“, für Wahlen zum Hessischen Landtag zum Wahlkreis „22 Limburg-Weilburg II“.
Mit der Gebietsreform ist die Gemeindeverwaltung auf die Gemeinde Mengerskirchen (heute: Marktflecken Mengerskirchen) übergegangen. Im Ort besteht ein Ortsbeirat aus fünf Mitgliedern. An der Spitze des Ortsbeirates steht der Ortsvorsteher Dimitris Michalakelis (Stand: Dezember 2021). Der Ortsbeirat hat gegenüber der Gemeindevertretung Vorschlags- und Anhörungsrecht in den Angelegenheiten, die den Ort betreffen.
Die Wahl des Ortsbeirats richtet sich nach dem hessischen Kommunalwahlrecht. Dieses sieht das Kumulieren und Panaschieren vor. Die Kommunalwahl in Hessen 2021 lieferte für den Ortsbeirat Waldernbach folgendes Ergebnis:
| Parteien und Wählergemeinschaften | Parteien und Wählergemeinschaften           | Sitze |
| CDU                               | Christlich Demokratische Union Deutschlands | 3     |
| SPD                               | Sozialdemokratische Partei Deutschlands     | 2     |
| Gesamt                            | Gesamt                                      | 5     |

## Kultur und Sehenswürdigkeiten

### Christliche Konfessionen
Die Bevölkerung ist traditionell römisch-katholischer Konfession. Waldernbach gehört zur Pfarrei Heilig Kreuz Oberlahn (Sitz Weilburg) im Bistum Limburg. Im Ort befindet sich die Kirche „St. Katharina“.
Die evangelischen Christen Waldernbachs gehören zur Pfarrei Neunkirchen.

### Vereine
- Das kulturelle Leben des Dorfes wird von den Vereinen getragen. Es bestehen Vereine aus dem traditionell katholischen Milieu wie der „Kath. Arbeiterverein Waldernbach“ (gegründet 1900), die „kath. Frauengemeinschaft“ und der „Kirchenchor St. Cäcilia Waldernbach“.

- Die Freiwillige Feuerwehr Waldernbach wurde im Jahr 1925 gegründet, die mit ihrer seit dem 1. Juli 1972 bestehenden Jugendfeuerwehr ein Träger der Jugendarbeit ist.

- Es besteht ein Ortsverein des Sozialverband VdK Deutschland.

- Der Fischerei-Sportverein wurde 1963 gegründet.[11]

### Sport
In Waldernbach gibt es einen Fußballplatz und eine Turnhalle. Vereine wie der „Tennisclub-Rot-Weiß“ und der „Turn- und Sportverein“ organisieren ein sportliches Programm.
Vom Ort aus sind mehrere Wanderwege für Freizeitsportler ausgeschildert.

### Bauwerke
In der Ortsmitte steht die 1878 erbaute römisch-katholische Kirche St. Katharina. Sie wurde als roter Klinkerbau neugotisch, im Stil der norddeutschen Backsteingotik, ausgeführt. Es handelt sich um einen einschiffigen Bau mit Dachreiter und Treppenturm. An der Ostseite befindet sich das gegliederte Staffelgiebel-Hauptportal, der Chor ist auf der Westseite. Im Inneren steht ein neugotischer Altar.
Am Ortsausgang Richtung Lahr liegt die von 1921 bis 1922 nach einem Entwurf des Wiesbadener Architekten Johann Wilhelm Lehr errichtete Kriegergedächtniskapelle („zur Ehre Gottes und für die verstorbenen oder gefallenen Krieger“). Der kleine rechteckige Basaltbau mit Schieferdach und Dachreiter steht unter Denkmalschutz. Im Inneren steht auf dem Altar vor einem schlichten Holzkreuz eine Pietà.
Im Ortskern haben sich mehrere Einhäuser (siehe Westerwaldstraße 39 und Westerwaldstraße 25) in Fachwerkbauweise aus dem 17./18. Jahrhundert erhalten. Zahlreiche Bildstöcke und Wegkreuze prägen das Ortsbild und die Gemarkung.

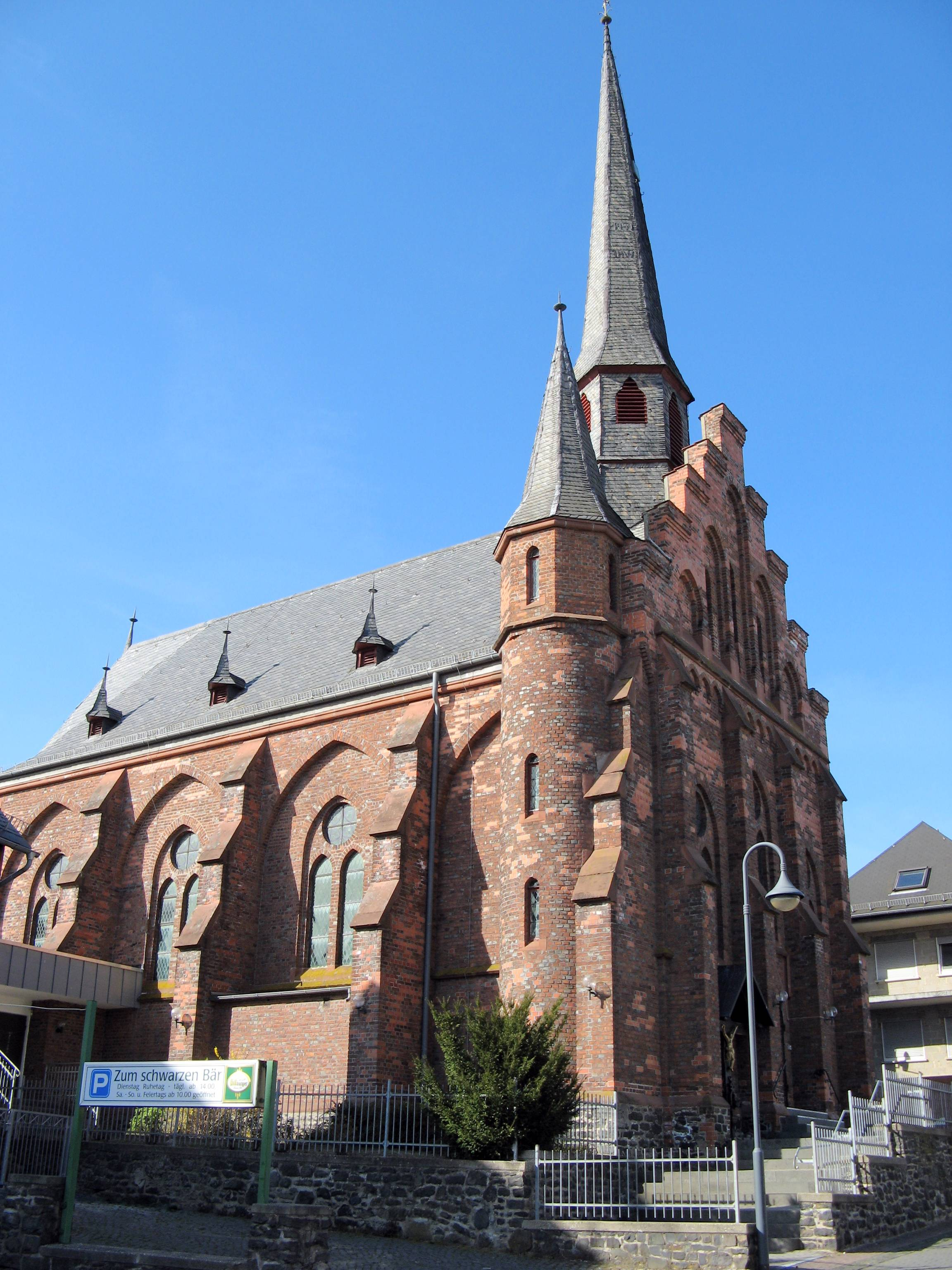
Katholische Kirche St. Katharina
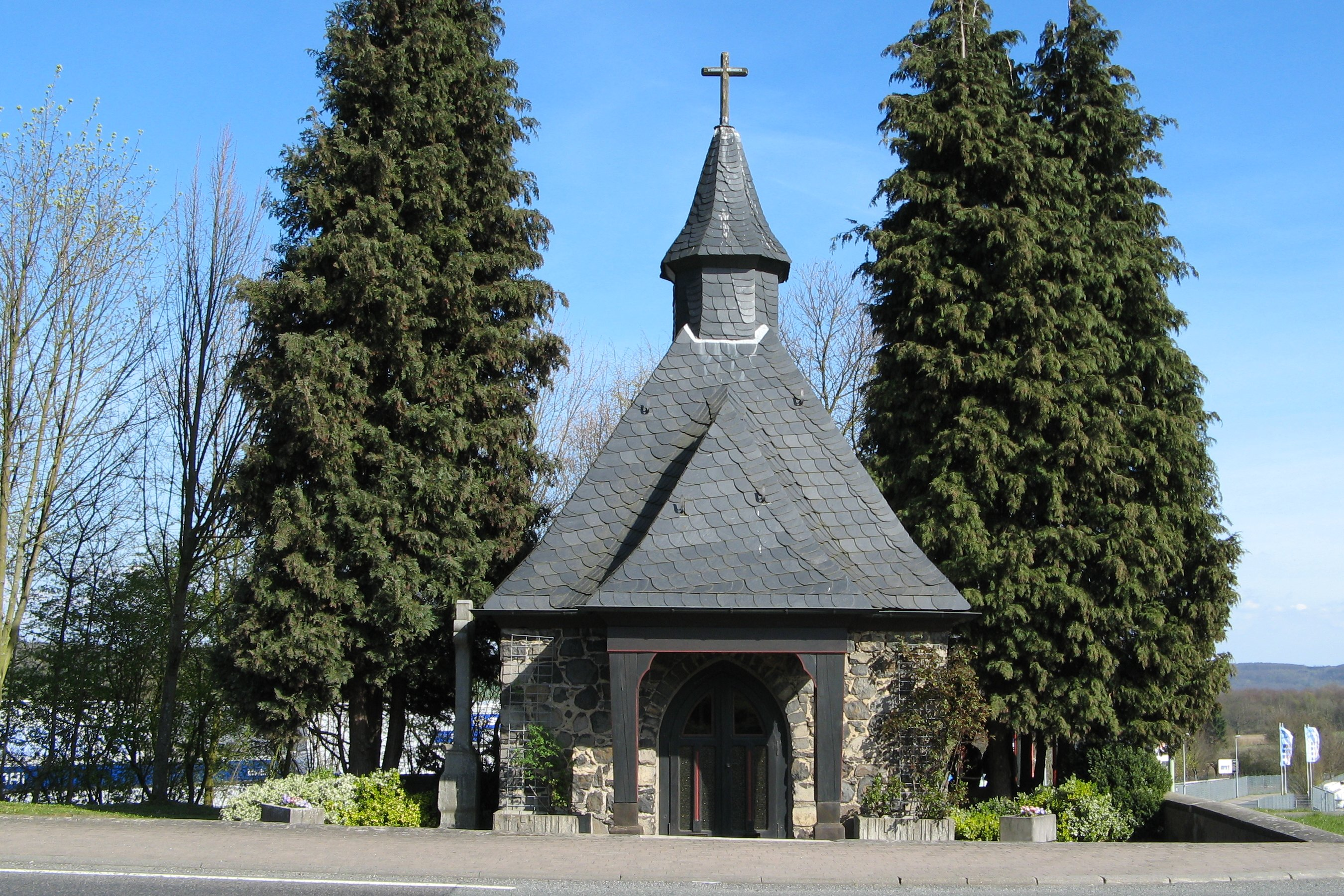
Kriegergedächtniskapelle an der Straße nach Lahr
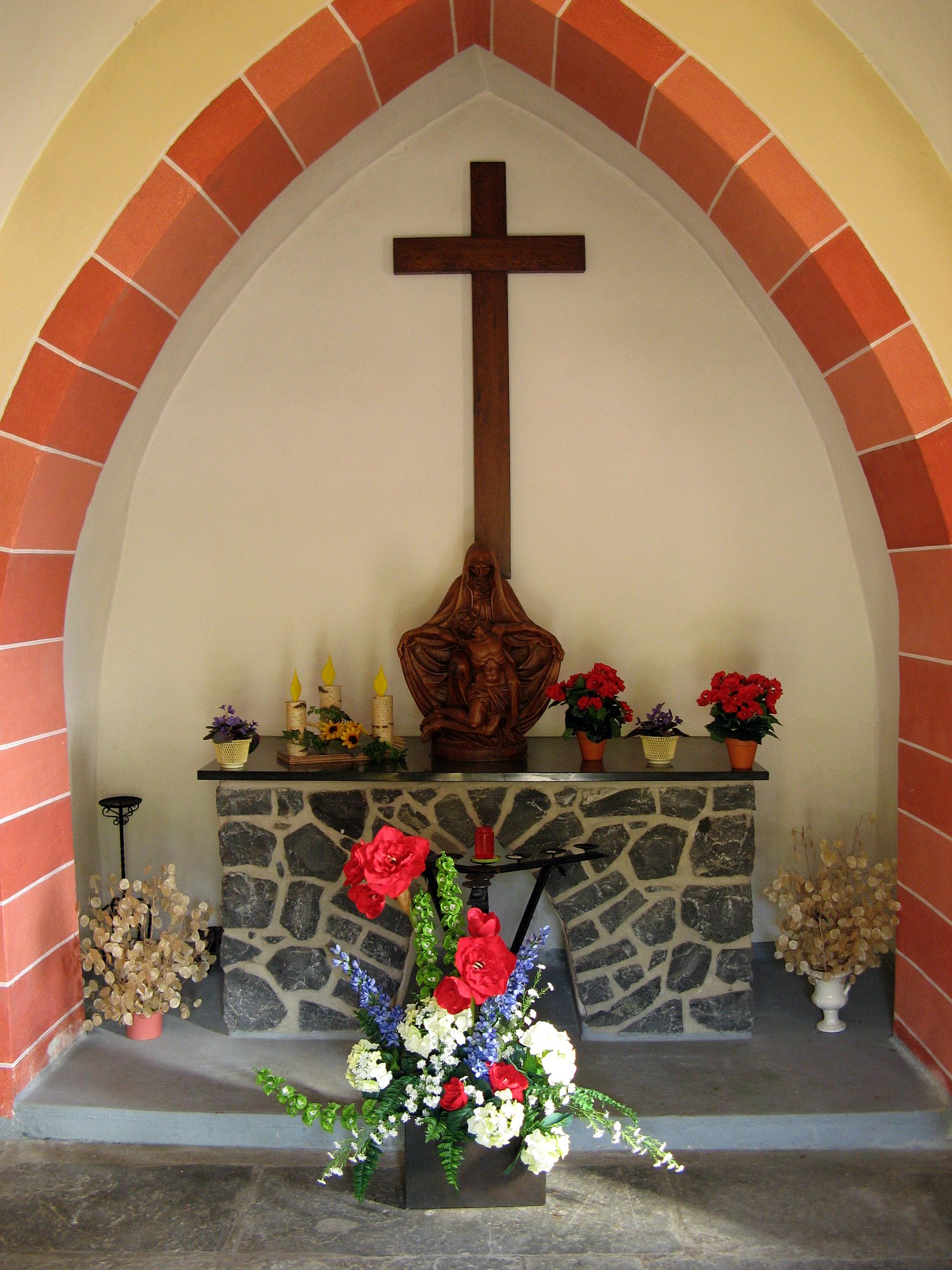
Innenansicht der Kriegergedächtniskapelle

### Regelmäßige Veranstaltungen
Ein Höhepunkt im Festkalender ist die Fastnacht, die mit zahlreichen Veranstaltungen begangen wird. Das wichtigste Dorffest ist die Kirmes am ersten Wochenende im September. Daneben werden von den Vereinen weitere Veranstaltungen ausgerichtet.

## Wirtschaft und Infrastruktur
Waldernbach verfügt, aufgrund der vergleichsweise guten Verkehrsanbindung, über das wichtigste Gewerbegebiet in der Gemeinde Mengerskirchen. Daneben bestehen ortsübliche Handwerks- und Dienstleistungsbetriebe. Seit dem Jahr 1925 sorgt die Freiwillige Feuerwehr Waldernbach (ab 1. Juli 1972 mit Jugendfeuerwehr) für den abwehrenden Brandschutz und die allgemeine Hilfe in diesem Ort.
Es befinden sich im Dorf das Bürgerhaus „Westerwaldhalle“ in der Rathausstraße, ein Jugendraum im Pfarrheim sowie Kinderspielplätze.

### Verkehr

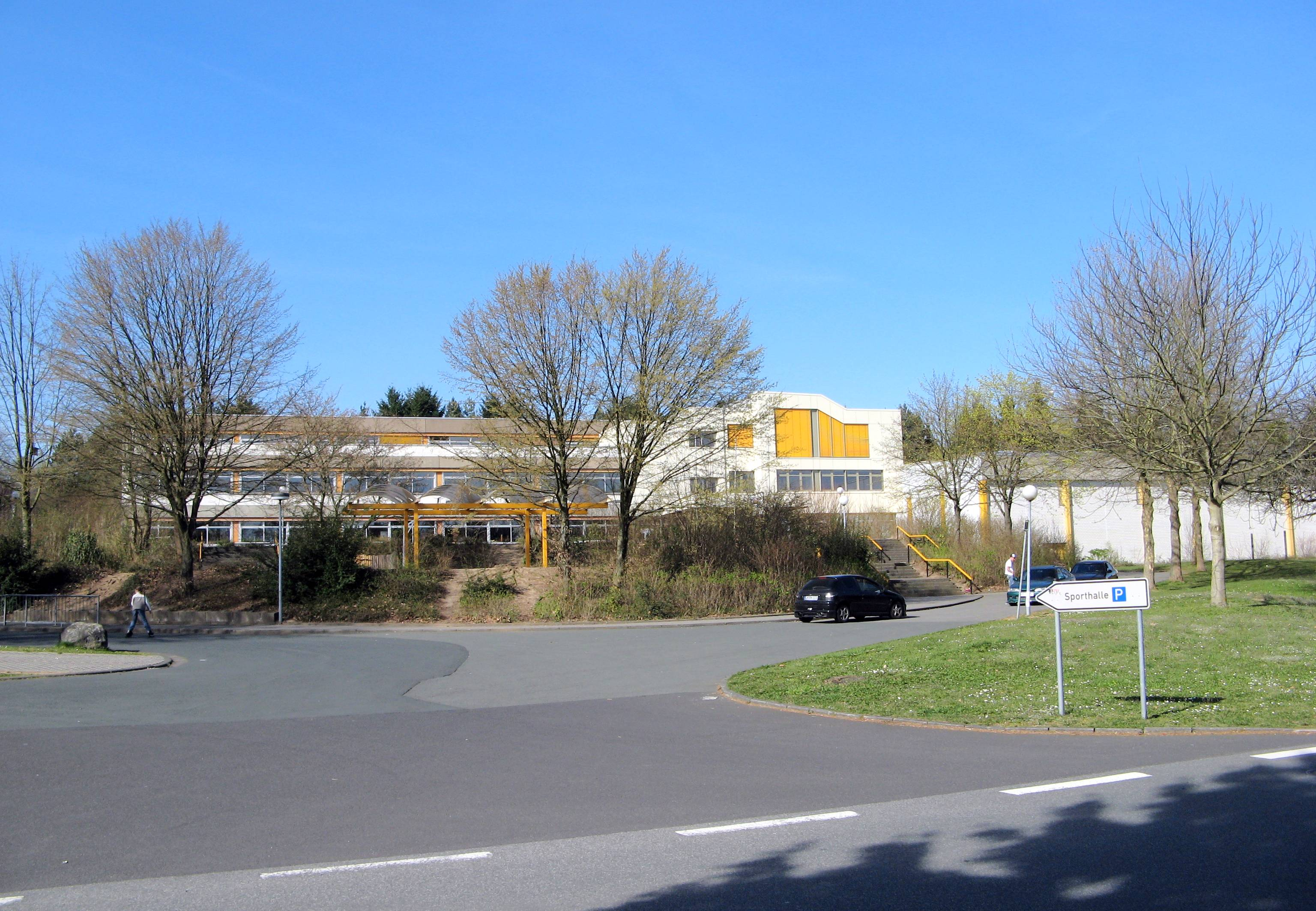
Westerwaldschule Waldernbach

Durch den Ort verlaufen keine Fernstraßen. Die Anschlussstellen an die Bundesstraße 49 befinden sich in Merenberg (ca. 7 km). Die nächste Anschlussstelle an die Bundesstraße 54 ist in der Nähe von Neunkirchen (ca. 9 km). Die Entfernung zu Bundesautobahn 45 bei Herborn beträgt 23 km.
Seit der Stilllegung der Kerkerbachbahn im Jahr 1958 existiert keine Bahnlinie mehr. Es verkehren regelmäßig Buslinien nach Limburg an der Lahn, nach Hadamar, nach Mengerskirchen und Weilburg. Die Entfernung zum Flughafen Frankfurt beträgt etwa 86 km.
Durch Waldernbach verläuft der Hessische Radfernweg R8 und Kerkerbachtalradweg. In der Nähe des Ortes verläuft der Fernwanderweg 7 von Burbach nach Weilburg (unterhalten vom Westerwald-Verein). Es gibt ein ausgedehntes Netz an ausgeschilderten Wanderwegen.

### Bildung
In Waldernbach befindet sich ein Kindergarten. Als Grundschule dient die Franz-Leuninger-Schule in Mengerskirchen.
Mit der Westerwaldschule verfügt Waldernbach über eine zentrale Haupt- und Realschule für die Gemeinden Mengerskirchen, Merenberg, Waldbrunn (außer Ellar) und Heckholzhausen (Gemeinde Beselich).
Das nächste Gymnasium ist das Philippinum in Weilburg, von Kindern aus Waldernbach werden weiterführende Schulen in Weilburg und Limburg besucht.